# Mexikanische Badmintonmeisterschaft 2004
Die Mexikanische Badmintonmeisterschaft 2004 fand in Mérida statt. Es war die 56. Auflage der nationalen Titelkämpfe von Mexiko im Badminton.

## Sieger und Finalisten
| Disziplin    | Gold                                    | Silber                            |
| ------------ | --------------------------------------- | --------------------------------- |
| Herreneinzel | Jesús Aguilar                           | José Luis González Alcantar       |
| Dameneinzel  | Naty Rangel                             | Verónica Estrada                  |
| Herrendoppel | Jesús Aguilar Daniel Orozco             | Adrián de la Vega Luis Lopezllera |
| Damendoppel  | Naty Rangel Marisol Dominguez           | Rosa María Guerrero               |
| Mixed        | José Luis González Alcantar Naty Rangel | Jesús Aguilar Mariana Ibarra      |